# Richard Fleeshman
Richard Jonathan Fleeshman (n. 8 de junio de 1989) es un actor y cantautor británico. 

## Biografía
Richard Fleeshman nació el 8 de junio de 1989 en Mánchester, Inglaterra. Es hijo de la actriz Sue Jenkins y del también actor y director David Fleeshman. Asistió al Cheadle Hulme School en Chesire, y al Wilmslow High School Sixth Form. Tiene dos hermanas, Emily y Rosie, también actrices.

## Actuación
Richard comenzó su carrera como actor participando en la película televisiva An Angel for May. De 2000 al 2006, participó en la serie Coronation Street en el personaje de Craig Harris. En 2007 actuó a lado de Jill Halfpenny en la película Blue Murder en el personaje de Ben Holroyd.
En 2009, participó en la serie de 6 partes de la BBC llamada All the Small Things, en la cual Richard combinó sus habilidades como actor y como músico. Durante la serie Richard interpreta varias canciones tanto en solitario como en grupo. El interpreta la canción que aparece en los créditos finales, la cual escribió junto a Elton John y la creadora de la serie Debbie Horsfield.
El 16 de junio de 2010 se unió a la compañía de Legally Blonde, musical donde interpretaría el personaje Warner.
Richard protagonizó la obra musical del West End, Ghost: The Musical, basada en la película de 1990 Ghost, actuando en el papel de Sam Wheat, junto a la actriz canadiense Caissie Levy como Molly y Sharon D. Clarke como Oda Mae Brown. La obra comenzó el 28 de marzo de 2011 en el Manchester Opera House y trasladado el 22 de junio de 2011 al Piccadilly Theatre. Dejó la producción del West End junto con su compañera Caissie Levy para protagonizar esta misma puesta en escena en Broadway, comenzando en marzo de 2012 y se prevé que se presente hasta marzo de 2013.

### Filmografía
| Año       | Título                       | Personaje                  | Notas                 |
| --------- | ---------------------------- | -------------------------- | --------------------- |
| 2023-     | The Ark                      | Teniente James Brice       | Serie (2 Temporadas)  |
| 2017      | Reign                        | Comandante Francis Drake   | Serie (2 episodios)   |
| 2015      | Call the Midwife             | Tony Amos                  | Serie (1 episodio)    |
| 2012      | Late Night with Jimmy Fallon |                            | Serie (1 episodio)    |
| 2010      | Moving On                    | Steven                     | Serie (1 episodio)    |
| 2010      | Midsomer Murders             | Benedict Marsh             | Serie (1 episodio)    |
| 2009      | Monday Monday                | Gillen                     | Serie (1 episodio)    |
| 2009      | All the Small Things         | Kyle Caddick               | Serie (6 episodios)   |
| 2007      | Blue Murder                  | Ben Holroyd                | Serie (1 episodio)    |
| 2002-2006 | Coronation Street            | Craig Harris/Craig Nelson  | Serie (141 episodios) |
| 2002      | An Angel for May             | Capitán del equipo escolar | Película              |

## Música
Richard Fleeshman fue le participante más joven en ganar en el programa de concursos Stars in Their Eyes. También ganó en Soapstar Superstar en 2006, recibiendo £200,000. Toca el piano y la guitarra. El 22 de abril de 2007, se presentó en el programa An Audience with Coronation Street, transmitido por la cadena ITV1.
En 2007, firmó con la discográfica Universal Records y lanzó su álbum debut llamado Neon, del cual se desprenden los sencillos Coming Down, Hold Me Close y Back Here.
En 2008, Richard tuvo el honor de ser invitado por Sir Elton John para unirse a su gira Summer Stadiom Tour. Posteriormente, sería nuevamente invitado para las giras: Red Piano Tour y European Tour.

### Discografía
Álbumes
| Año  | Título | Discográfica       |
| ---- | ------ | ------------------ |
| 2007 | Neon   | Universal Music TV |

Sencillos
| Año  | Título           | Álbum |
| ---- | ---------------- | ----- |
| 2009 | Can You Hear Me? |       |
| 2008 | Back Here        | Neon  |
| 2008 | Hold Me Close    | Neon  |
| 2007 | Coming Down      | Neon  |

## Premios y nominaciones
| The British Soap Awards |                                                         |                   |           |
| Año                     | Categoría                                               | Título            | Resultado |
| 2006                    | Sexiest Male                                            | Coronation Street | Ganador   |
| 2006                    | Best Dramatic Performance from a Young Actor or Actress | Coronation Street | Nominado  |

| National Television Awards |                           |                    |           |
| Año                        | Categoría                 | Título             | Resultado |
| 2006                       | Most Popular TV Contender | Soapstar Superstar | Nominado  |